# Bar (druk)
| Grotere en kleinere eenheden van pascal en bar | Grotere en kleinere eenheden van pascal en bar | Grotere en kleinere eenheden van pascal en bar | Grotere en kleinere eenheden van pascal en bar | Grotere en kleinere eenheden van pascal en bar | Grotere en kleinere eenheden van pascal en bar | Grotere en kleinere eenheden van pascal en bar |
| ---------------------------------------------- | ---------------------------------------------- | ---------------------------------------------- | ---------------------------------------------- | ---------------------------------------------- | ---------------------------------------------- | ---------------------------------------------- |
| factor                                         | naam pascal                                    | symbool                                        |                                                | factor                                         | naam bar                                       | symbool                                        |
| 1                                              | pascal                                         | Pa                                             | 10−5                                           |                                                |                                                |                                                |
| 102                                            | hectopascal                                    | hPa                                            | 10−3                                           | millibar                                       | mbar                                           |                                                |
| 103                                            | kilopascal                                     | kPa                                            | 10−2                                           |                                                |                                                |                                                |
| 105                                            |                                                |                                                | 1                                              | bar                                            | bar                                            |                                                |
| 106                                            | megapascal                                     | MPa                                            | 10                                             |                                                |                                                |                                                |
| 109                                            | gigapascal                                     | GPa                                            | 104                                            |                                                |                                                |                                                |

De bar is een niet-SI-eenheid van druk, maar is wel een blijvend erkende eenheid die heel vaak in de industrie en het dagelijkse leven gebruikt wordt. Het is daarvoor een praktische eenheid, omdat de luchtdruk op aarde ongeveer 1 bar is, en de bar bij het SI-stelsel aansluit, in tegenstelling tot de verouderde eenheid atmosfeer (atm). De SI-eenheid van druk is de pascal (Pa). 
Een bar is gedefinieerd als 100.000 Pa = 1·10⁵ Pa = 100 kPa. Van deze eenheid kunnen decimale veelvouden en delen worden gevormd. Het gebruikelijkste is de millibar (symbool: mbar = 100 Pa), vooral voor het aangeven van de atmosferische druk.

## Geschiedenis
Het woord barometer werd in 1665 door de Ierse scheikundige Robert Boyle samengesteld uit de Griekse woorden báros (zwaarte) en métron (maat). De bar als eenheid voor druk werd naar aanleiding hiervan gevormd door de Noorse fysicus en meteoroloog Vilhelm Bjerknes in 1906. De bar is van oorsprong een aanduiding voor absolute druk.
Vroeger werd in de meteorologie de luchtdruk uitgedrukt in millibar (mbar); tegenwoordig wordt daar de eenheid hectopascal (hPa) voor gebruikt, die precies dezelfde waarde heeft.
Verder werd ook de atm (atmosfeer) gebruikt, een wat verouderde eenheid van druk, overeenkomend met de gemiddelde luchtdruk op zeeniveau, ofwel 101,325 kPa, ofwel 1,01325 bar.

## Afgeleiden
Andere afgeleiden zijn bara, wat de absolute druk is en baro of barg (bar gauge), wat de overdruk is. Als een manometer (bijvoorbeeld op een fietspomp of een compressor) vrij in de atmosfeer de waarde nul aangeeft, dan is dat nul baro.
Om misverstanden te voorkomen is het wenselijk om aan te geven wat bedoeld wordt: absolute, over-, onder- of verschildruk. Dit wordt normaal gedaan door de toevoeging (suffix) van een letter als -a, -A, -g, -G, -ng, -NG, -d, -D. Deze suffixen komen niet alleen voor bij de Brits-Amerikaanse eenheid psi (pound-force per square inch), maar ook bij metrieke eenheden zoals bar en pascal (bijvoorbeeld: bara, barg, bard, kPaG, kPaA).
| suffix  | betekenis |
| ------- | --- |
| -a/-A   | absolute druk, beschouwd ten opzichte van vacuüm |
| -g/-G   | gauge-druk, de gemeten druk beschouwd ten opzichte van de atmosferische druk. |
| -ng/-NG | negatieve gauge-druk, de gemeten druk beschouwd ten opzichte van de atmosferische druk als bovendruk. Dit wordt bijvoorbeeld gebruikt om de onderdruk aan te geven in spuitstukken               |
| -d/-D   | differentiële druk, de gemeten druk beschouwd ten opzichte van een willekeurige druk. Dit wordt bijvoorbeeld gebruikt om het drukverschil tussen begin en einde van een pijpleiding aan te geven |